# Чжан Сюечен
Джан Сюечен (кит. трад. 章學誠, спр. 章学诚, піньїнь: Zhang Xuecheng, акад. Чжан Сюечен; 1738–1801) — китайський історик, письменник і філософ династії Цін.

## Життєпис
Батько та дідусь Джана були чиновниками в уряді. Незважаючи на те, що Джан Сюечен дійшов до найвищого щабля у китайській системі іспитів на державну службу в 1778 році, він ніколи не обіймав високої посади. Ідеї Джана щодо історичного процесу багато в чому були революційними, і він став одним з найбільш освічених істориків династії Цін. Більшу частину життя провів у бідності, мав небагато друзів. Помер у 1801 році. Лише наприкінці ХІХ століття китайські вчені почали сприймати ідеї Джана.

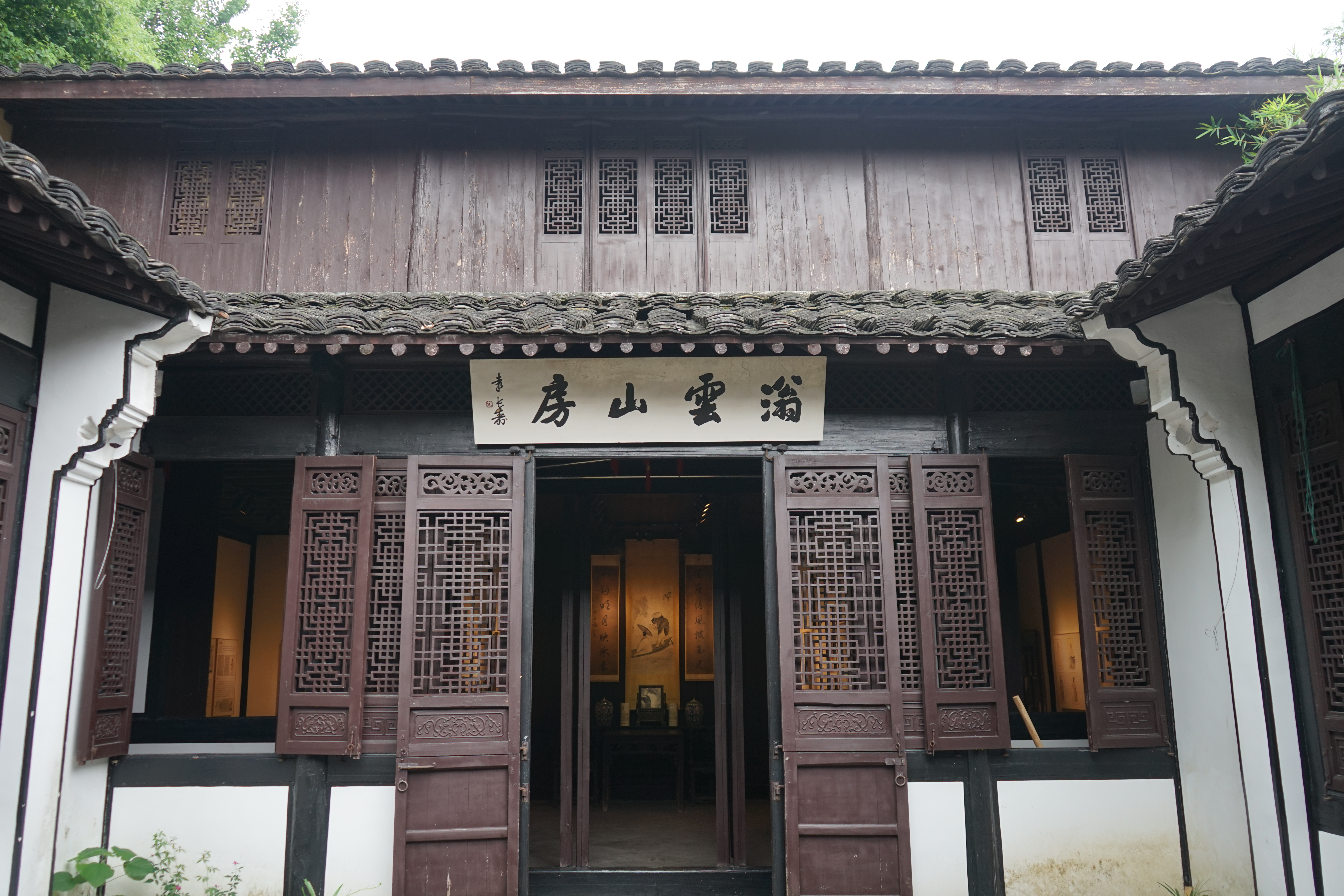
Колишній будинок Джана Сюечена в місті Шаосін

Біограф Джана Сюечена Девід Нівісон стверджує, що, хоча його земляки не вважали Джана видатним діячем, «для Західного читача його стиль видається здебільшого зворушливим та енергійним». Джан сповідував, «органічний погляд на історію та державу, що наближається до гегелівських ідей, а згодом він вибудував власний погляд на теорію культури, який перегукується з ідеями Джамбатісти Віко» (італійського філософа).
Його головний твір «Про літературу та історію» (《文史 通 義》; англ. «On Literature and History») був опублікований посмертно в 1832 році. На думку Джана, конфуціанство виникло й розвинулося як реакція на конкретні потреби людей у соціальній організації. Цей погляд протиставляється ідеї неоконфуціанців про те, що конфуціанство — це вираження позачасових «принципів» або «зразків», притаманних людському серцю. Найвідоміша цитата Джана: «шість меридіанів — це вся історія» (六 經 皆 史). Під шістьма меридіанами маються на увазі твори, що входять до конфуціанського канону: «П'ятикнижжя» (五經) та «Юедзін» (樂經). Це означає, що канонічні тексти конфуціанства слід розуміти не як сховища вічної мудрості, а як збірку записів про дії та слова мудреців щодо конкретних історичних процесів.